# Mikhail Safonov
Pour les articles homonymes, voir Safonov.
Mikhail Mikhailovich Safonov (russe : Михаил Михайлович Сафонов), né le 7 janvier 1947 à Moscou, est un plongeur soviétique.

## Biographie
Il se classe 7e en tremplin à 3 mètres aux Jeux olympiques d'été de 1964 à Tokyo.
Il est médaillé de bronze en tremplin à 3 mètres à l'Universiade d'été de 1965 à Budapest puis remporte la médaille d'or aux Championnats d'Europe de natation 1966 à Utrecht.
Il se classe 9e en tremplin à 3 mètres et en plateforme à 10 mètres aux Jeux olympiques d'été de 1968 à Mexico.
Il est marié à la plongeuse Tamara Safonova, vice-championne olympique en 1968.